# Otto von Manteuffel
Otto Theodor Manteuffel (ur. 3 lutego 1805 w Lubinie, zm. 26 listopada 1882 w Krossen (Drahnsdorf)) – niemiecki polityk.
Ukończył studia prawnicze oraz ekonomiczne w Halle. Po studiach pracował w administracji państwowej w Królewcu i Szczecinie. W 1848 objął funkcję ministra spraw wewnętrznych Prus. W 1850 król Fryderyk Wilhelm IV Pruski mianował go na stanowisko premiera i ministra spraw zagranicznych Prus. Dał się poznać jako polityk antydemokratyczny i antyliberalny. Skutecznie ograniczył samorządność miast, które przyporządkował administracji państwowej. Ustąpił ze stanowiska w 1858.
W 1853 został uhonorowany tytułem Honorowego Obywatela Miasta Gdańska. Była to polityczna decyzja Rady Miasta, ponieważ Manteuffel w żaden szczególny sposób nie zasłużył się dla Gdańska.